# Elezioni parlamentari nella Repubblica del Congo del 2012
Le elezioni parlamentari nella Repubblica del Congo del 2012 si tennero il 15 luglio (primo turno) e il 5 agosto (secondo turno) per il rinnovo dell'Assemblea nazionale.

## Risultati
| Liste                                                         | Seggi |
| ------------------------------------------------------------- | ----- |
| Partito Congolese del Lavoro                                  | 89    |
| Movimento Congolese per la Democrazia e lo Sviluppo Integrale | 7     |
| Unione Panafricana per la Democrazia Sociale                  | 7     |
| Raggruppamento per la Democrazia e il Progresso Sociale       | 5     |
| Movimento d'Azione per il Rinnovamento                        | 4     |
| Raggruppamento Cittadino                                      | 3     |
| Movimento per l'Unità, la Solidarietà e il Lavoro             | 2     |
| Unione Patriottica per la Democrazia e il Progresso           | 2     |
| Club Prospettive e Realtà                                     | 1     |
| Partito per l'Unità della Repubblica                          | 1     |
| Partito Repubblicano Liberale                                 | 1     |
| Unione delle Forze Democratiche                               | 1     |
| Unione per la Repubblica                                      | 1     |
| Altri                                                         | 12    |
| Totale                                                        | 136   |